# Anastasija Mochniuk
Anastasija Mochniuk (ur. 1 stycznia 1991) – ukraińska lekkoatletka specjalizująca się w wielobojach i skoku w dal.
W 2010 zajęła 11. miejsce w siedmioboju na mistrzostwach świata juniorów w Moncton. Ósma zawodniczka konkursu skoku w dal podczas halowych mistrzostw Europy rozgrywanych w marcu 2013 w Göteborgu. Brązowa medalistka młodzieżowych mistrzostw Europy w rywalizacji siedmioboistek (2013). W 2014 zajęła 14. miejsce na europejskim czempionacie w Zurychu. W 2016 zdobyła srebrny medal halowych mistrzostw świata w Portland. Medalistka mistrzostw Ukrainy i reprezentantka kraju w pucharze Europy w wielobojach. 

## Osiągnięcia
| Rok  | Impreza                                | Miejsce  | Konkurencja | Lokata      | Wynik     |
| ---- | -------------------------------------- | -------- | ----------- | ----------- | --------- |
| 2010 | Mistrzostwa świata juniorów            | Moncton  | siedmiobój  | 11. miejsce | 5252 pkt. |
| 2011 | Superliga pucharu Europy w wielobojach | Toruń    | siedmiobój  | 15. miejsce | 5496 pkt. |
| 2013 | Halowe mistrzostwa Europy              | Göteborg | skok w dal  | 8. miejsce  | 6,46      |
| 2013 | Superliga pucharu Europy w wielobojach | Tallinn  | siedmiobój  | 8. miejsce  | 5941 pkt. |
| 2013 | Młodzieżowe mistrzostwa Europy         | Tampere  | siedmiobój  | 3. miejsce  | 5898 pkt. |
| 2014 | Mistrzostwa Europy                     | Zurych   | siedmiobój  | 14. miejsce | 6025 pkt. |
| 2015 | Superliga pucharu Europy w wielobojach | Aubagne  | siedmiobój  | 23. miejsce | 5211 pkt. |
| 2015 | Mistrzostwa świata                     | Pekin    | siedmiobój  | 7. miejsce  | 6359 pkt. |
| 2016 | Halowe mistrzostwa świata              | Portland | pięciobój   | 2. miejsce  | 4847 pkt. |

## Rekordy życiowe
| Konkurencja          | Wynik     | Miejsce  | Rok  |
| -------------------- | --------- | -------- | ---- |
| Skok w dal (stadion) | 6,57 m    | Jałta    | 2013 |
| Skok w dal (hala)    | 6,66 m    | Portland | 2016 |
| Pięciobój (hala)     | 4847 pkt. | Portland | 2016 |
| Siedmiobój           | 6359 pkt. | Pekin    | 2015 |